# Julie Pfannenschmidt

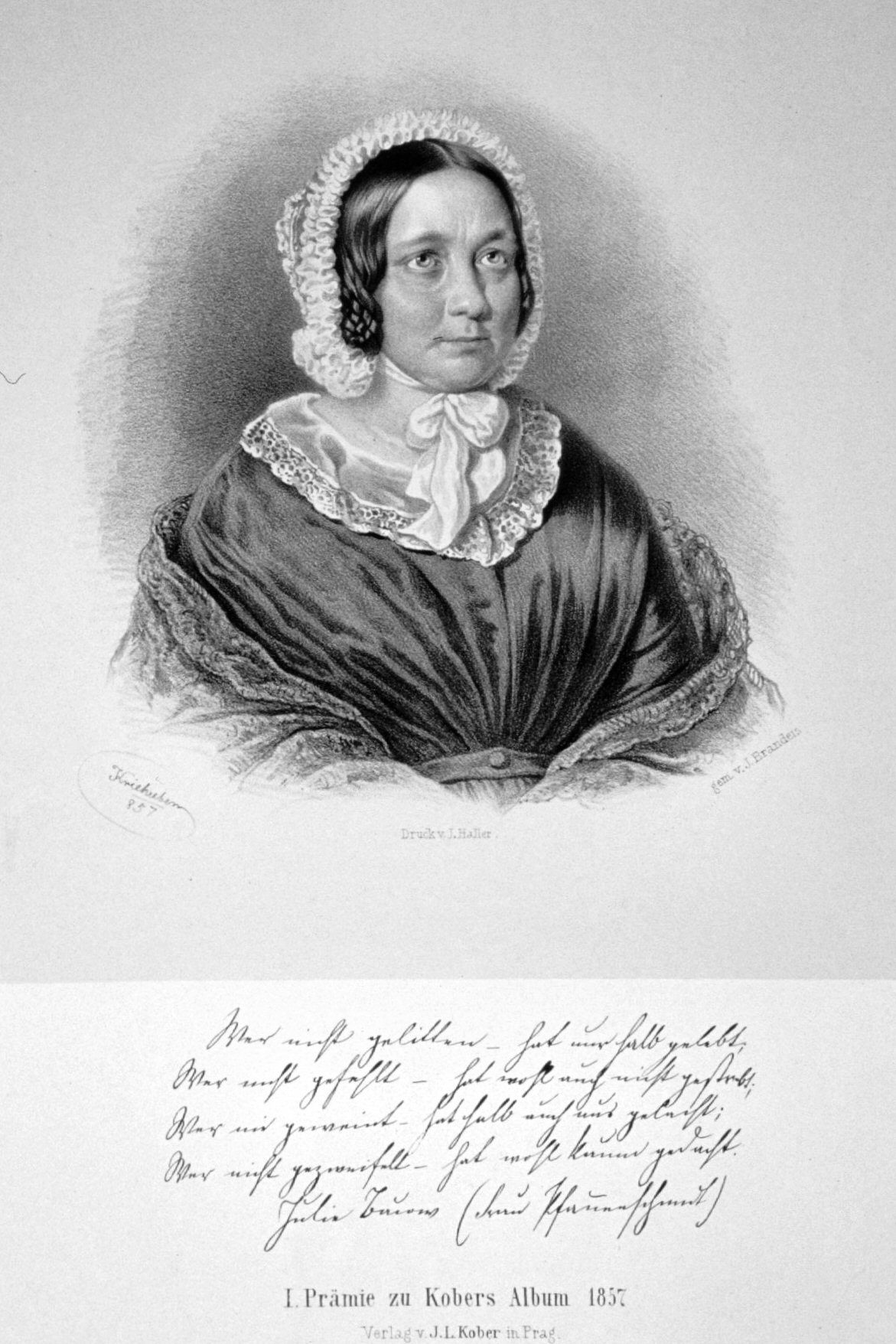
Julie Pfannenschmidt, geb. Burow, Lithographie von Josef Kriehuber nach einem Gemälde von Johann Adolf Brandeis, 1857

Julie Pfannenschmidt (geborene Burow; * 24. Februar 1806 in Kydullen, Neuostpreußen; † 20. Februar 1868 in Bromberg) war eine deutsche Schriftstellerin. Sie veröffentlichte hauptsächlich unter ihrem Geburtsnamen Julie Burow.

## Leben
Nach dem Frieden von Tilsit zog ihre Familie nach Elbing, wo ihr Vater als Salzinspector eine Anstellung im Zollwesen gefunden hatte. Ab 1816 lebte sie nach der Trennung ihrer Eltern mit ihrer Mutter bei Verwandten in Tilsit. Dort vollendete sie auch 1819 ihre Schulbildung. Kurz darauf siedelte sie mit ihrer Mutter zu einer Tante nach Laggarben. Um ihrer Mutter eine Kur zu ermöglichen, begann sie eine Tätigkeit als Erzieherin in Pohiebels bei Rastenburg. Ihr Vater hatte in der Zwischenzeit in Danzig eine Stelle als Regierungssekretär angetreten. Als ihre Eltern 1823 wieder zusammenzogen, siedelte sie ebenfalls nach Danzig. Dort lernte sie auch einen jungen Baubeamten namens Pfannenschmidt kennen. Im Januar 1831 heirateten beide und zogen an das umliegende Neufahrwasser, heute ein Teil von Danzig.
Wiederholte Versetzungen ihres Gatten führten Pfannenschmidt unter anderem nach Driesen, wo sie von Professor Wilhelm Kluz zur Schriftstellerei angeregt wurde. Ihr widmete sie sich erst verstärkt, als die Erziehung ihrer Kinder abgeschlossen war. In Züllichau wurde ihr Gatte wegen angeblicher politischer Betätigung denunziert und erst nach acht Monaten wieder in sein Amt eingesetzt. Bald darauf zogen beide nach Bromberg. Im Jahr 1850 erschien ihr erster zweibändiger Roman Frauen-Loos. Pfannenschmidt starb 1868 an den Folgen eines Schlaganfalls.
In ihren zahlreichen Romanen und Novellen beschäftigte sie sich hauptsächlich mit dem kleinbürgerlichen Leben und den Zuständen der kleinen Städte. Besonderes Augenmerk legte sie dabei auch auf die Stellung der Frau innerhalb der kleinbürgerlichen Familie.

## Werke (Auswahl)
Romane
- Frauen-Loos. 2 Bände. Samter, Königsberg 1850. (Digitalisat Band 1), (Band 2)
- Aus dem Leben eines Glücklichen. 3 Bände. Samter, Königsberg 1852. (Digitalisat Band 1), (Band 2), (Band 3)
- Ein Arzt in einer kleinen Stadt. 2 Bände. Hübner, Leipzig 1854. (Digitalisat der 2. Aufl. 1855, Band 1), (Band 2)
- Bilder aus dem Leben. Brockhaus, Leipzig 1854. (Digitalisat)
- Ein Lebenstraum. 3 Bände. Hübner, Leipzig; Herzabek, Prag 1855. (Digitalisat Band 1), (Band 2), (Band 3)
- Erinnerungen einer Großmutter. Roman in zwei Bänden. Expedition des Albums, Prag/Leipzig 1856. (Digitalisat Band 1), (Band 2)
- Der Armuth Leid und Glück. 3 Bände. Brockhaus, Leipzig 1857. (Digitalisat Band 1), (Band 2), (Band 3)
- Johannes Kepler. Historische Erzählung. Kober, Prag/Leipzig, 1857, 3 Bde. (Biographischer Roman; Fortsetzung als Johannes Kepler. Historische Erzählung. Zweite Abtheilung. Günther, Leipzig, 1865, 3 Bde.)
- Künstlerliebe. Kober & Markgraf, Prag 1859. (Digitalisat)
- Walter Kühne. Levit, Bromberg 1860. (Digitalisat)
- Herzens Worte. Eine Mitgabe auf den Lebensweg. Deutschlands Töchtern gewidmet. Niemschnieder, Bremen 1861.
- Ein Bürgermeister. Geschichtlicher Roman in 3 Bänden. Markgraf, Wien 1862. (Digitalisat Band 1), (Band 2), (Band 3)
- Die Kinder des Hauses. Familien-Roman. Zamarski & Dittmarsch, Wien/Leipzig 1863. (Digitalisat)
- Die Preußen in Prag. Historischer Roman aus dem letzten deutschen Bruderkriege und der Occupation Prags durch die Preußen. Unverzagt, Forst 1867. (Digitalisat)
- Im Wellenrauschen. 2 Bände. Hermsdorf, Jena 1869.

Novellen und Erzählungen
- Der Augenarzt. Eine Erzählung für die Jugend. Hasselberg, Berlin 1853.
- Novellen. 2 Bände. Costenoble, Leipzig 1857. (Digitalisat Band 1), (Band 2), 2. Auflage unter dem Titel Aus dem Frauenleben
- Der Weg in den Himmel. Enthalten in: Ein Arzt in einer kleinen Stadt. Hübner, Leipzig 1854.
- An der polnischen Grenze. Ein Lebensbild. Zamarski & Dittmarsch, Wien/Leipzig 1861. (Digitalisat)

Pfannenschmidt verfasste zudem Gedichte, die unter anderem 1858 veröffentlicht wurden. Ein Teil ihrer Werke erschien in der Reihe Album: Bibliothek deutscher Originalromane der beliebtesten Schriftsteller (Prag, Kober und Markgraf) und in der Hausbibliothek der Jugend (Berlin, Hasselberg). Eine ihrer erfolgreichsten Veröffentlichungen war Herzensworte. Eine Mitgabe auf dem Lebenswege. Deutschlands Töchtern gewidmet aus dem Jahr 1859, die 1895 bereits in der 25. Auflage erschien. Das umfangreiche Werk über Johannes Kepler ist – von einigen wenigen Gedichten abgesehen – die erste große deutsche literarische Arbeit über den Astronomen.